# Philip Habib
Pour les articles homonymes, voir Philip et Habib.
Philip Charles Habib (25 février, 1920 –25 mai 1992) est un diplomate américain d'origine libanaise connu pour son travail au  Vietnam et au Moyen-Orient.  Le New York Times l'a décrit comme « le diplomate professionnel exceptionnel de sa génération aux États-Unis ».

## Ambassadeur en Corée du Sud
Ambassadeur à Séoul lors de la dictature de Park Chung-hee, il joua un rôle clef pour sauver la vie de Kim Dae-jung, enlevé en août 1973 à Tokyo, en agissant pour ce faire de sa propre initiative, allant à l'encontre de la ligne de l'administration Nixon,.

## Adjoint de Kissinger
Il devint ensuite premier adjoint d'Henry Kissinger et secrétaire d'État adjoint chargé des affaires politiques, prônant lors d'une réunion du 3 août 1976 une ligne de critique frontale contre les dictatures du Cône Sud (Pinochet, Videla, Stroessner, etc.) afin de les dissuader de mettre en œuvre la « phase 3 » de l'opération Condor, c'est-à-dire les opérations d'assassinat commises à l'étranger . Il s'opposait ainsi à la ligne plus complaisante préconisée par Harry Schlaudemann, secrétaire d'État adjoint aux affaires interaméricaines, et de son adjoint William Luers, qui préconisaient d'avertir simplement les juntes militaires qu'ils étaient au courant des projets d'assassinat. La ligne de Schlaudemann l'emporta sur celle d'Habib, et le 21 septembre 1976, l'ex-ministre d'Allende, Orlando Letelier, fut assassiné par la DINA chilienne à Washington.

## Reconnaissance
En 2006, Habib est un des quatre diplomates américains qui apparaissent sur un timbre postal des États-Unis.